# Andrés Márquez Aranda
Andrés Márquez Aranda (Cuevas Bajas, 1 de octubre de 1936  – Málaga, 1 de octubre de 2015) fue un juez español, miembro de Justicia Democrática. Fue director general de Instituciones Penitenciarias, primer presidente del Tribunal Superior de Justicia de Andalucía, Ceuta y Melilla, magistrado y presidente de la Sala de lo Contencioso Administrativo del Tribunal Superior de Justicia de Andalucía y colaborador en el Departamento Ciencias Políticas, Derecho Internacional Público y Derecho Procesal de la Universidad de Málaga.

## Biografía
Nació en Cuevas Bajas en el año 1936, lugar en el que, a día de hoy, hay una calle en su honor. Se mudó al domicilio de su tío Francisco Márquez Artacho, vicario arcipreste de Ronda y canónigo de la catedral de Málaga, para acceder al mundo académico. 
Realizó sus estudios en el Colegio Jesuita San Estanislao de Kostka, en Málaga. Posteriormente ingresó en la Universidad de Granada para comenzar su licenciatura de Derecho. Como primer cargo, fue nombrado juez de entrada del Juzgado de Primera Instancia e Instrucción de Ugíjar. Sus destinos judiciales posteriores los desempeña en Grazalema, Calamocha, Jeréz de los Caballeros, Écija y Osuna. 
Fue el primer juez encargado del caso conocido como "crimen de los Galindos".
Ascendió a magistrado en 1978, con destino en el Juzgado de Instrucción número 3 de Palma de Mallorca, trasladándose posteriormente a la Audiencia Provincial de Huelva En 1981 se traslada a Málaga teniendo como destinos el Juzgado de Peligrosidad y Rehabilitación Social, el Juzgado de Instrucción nº 11 , el Tribunal Tutelar de Menores y la Audiencia Provincial.
En 1985, fue nombrado director general de Instituciones Penitenciarias', trasladándose a vivir a Madrid. Tras su cese en ese cargo, fue nombrado primer presidente del Tribunal Superior de Justicia de Andalucía, Ceuta y Melilla, con sede en Granada. 
Dimitió en 1991, regresando a Málaga e incorporándose a la carrera judicial como magistrado de la Sala de lo Contencioso-Administrativo del Tribunal Superior de Justicia de Andalucía, siendo años después nombrado presidente de esa misma Sala.
Se jubiló en el año 2001 de manera voluntaria, realizando, a partir de ese momento, colaboraciones en Tertulias Radiofónicas en la Cadena Ser.
Además, es autor, junto con Diego Ramírez Torres (juez de paz de Cuevas Bajas), del Libro Cuevas Bajas, Recopilación de datos históricos que distribuyeron de manera gratuita a todo el que quiso obtenerlo. Para escribir el libro, los autores realizaron una ardua investigación en la que contrastan hechos ocurridos en su región con documentos legales y políticos para contar la historia del pueblo.
Falleció en Málaga, el día 1 de octubre de 2015.

#### Especificación de su trayectoria profesional en orden cronológico
El 14 de marzo de 1997 es nombrado presidente de la Sala de lo Contencioso Administrativo con sede en Málaga donde permanece hasta su jubilación voluntaria en el año 2001.
- 26/10/1964 Juzgado de Primera Instancia e Instrucción de Ugíjar.[4]
- 31/12/1964: Juzgado de Primera Instancia e Instrucción de Grazalema.[5][6]
- 01/01/1966: Juzgado de Primera Instancia e Instrucción de Calamocha[7]
- 31/05/1966: Juzgado de Primera Instancia e Instrucción de Jerez de los Caballeros.[8]
- 31/01/1970: Juzgado de Primera Instancia e Instrucción de Écija. Al menos durante el año 1978 desempeñó simultáneamente la plaza de juez de Primera Instancia del Juzgado de Osuna por prórroga de jurisdicción.[9][23]

El día 25 de agosto de 1978 asciende a la categoría de magistrado y pasa a desempeñar la plaza de magistrado en el Juzgado de Instrucción número 3 de Palma de Mallorca. 
Sus destinos y cargos posteriores fueron:
- 09/03/1979 : Audiencia Provincial de Huelva.[13]
- 02/09/1981: Juzgado de Peligrosidad y Rehabilitación Social
- 27/07/1984 Juzgado de Instrucción número 11 de Málaga. El 20 de marzo de 1985 es nombrado para el cargo de juez unipersonal del Tribunal Tutelar de Menores de Málaga, que ejerce simultáneamente con su destino en el Juzgado de Instrucción número 11 de Málaga[14][15]
- 21/10/1985: Director general de Instituciones Penitenciarias[16] bajo el Gobierno de Felipe González, siendo ministro de justicia Fernando Ledesma, cargo que ejerció hasta el 18/12/1987.[24][25]
- /1812/1987: Tras su cese como director general, regresa al Juzgado de Instrucción de Málaga[26]
- 10/05/1989 - 6 de marzo de 1991: Presidente del Tribunal Superior de Justicia de Andalucía, Ceuta y Melilla.[17][27][28][29][30]
- 08/10/1993: Magistrado de la Sala de lo Contencioso- Administrativo del Tribunal Superior de Justicia de Andalucía, Ceuta y Melilla, con sede en Málaga.[18][31]
- 14/03/1997- 2001: Presidente de la Sala de lo Contencioso-Administrativo del Tribunal Superior de Justicia de Andalucía, Ceuta y Melilla, con sede en Málaga.[19]
- 2001: Jubilación voluntaria.[20]

Tras su jubilación siguió activo colaborando en Las tertulias de la Ser y realizando algunas aportaciones en periódicos.

## Distinciones
- Miembro de Justicia Democrática
- Colaborador honorario en el Departamento de Ciencias Políticas, Derecho Internacional Público y Derecho Procesal de la Universidad de Málaga (2003)[34]
- En 1983 le fue concedido el Premio Plácido Fernández Viagas[35] de la Asociación Derecho y Democracia "Por su honda humanidad en la aplicación de la Ley, y el contacto permanente con presos y condenados, a quienes atiende y ampara en sus fundamentales derechos. Consciente de que vivimos en una sociedad muchas veces insolidaria no olvida la necesidad del hombre que ve limitada su libertad, y anhela ser escuchado en su momentos más difíciles".
- Gran Cruz de la Orden de San Raimundo de Peñafort. (1989)[36]
- Cuadro colgado en la Primera planta de la Real Chancillería de Granada, sede del Tribunal Superior de Justicia de Andalucía, con su retrato como Primer Presidente.[37]